# Пињаро (Палермо)
Пињаро је насеље у Италији у округу Палермо, региону Сицилија.
Према процени из 2011. у насељу је живело 90 становника. Насеље се налази на надморској висини од 520 м.